# Шоме, Сильвен
Сильве́н Шоме́ (фр. Sylvain Chomet, 10 ноября 1963 года, Мезон-Лаффит, Франция) — французский аниматор, художник и сценарист.

## Биография
Рисовал с детства. Начал учиться в парижской Высшей школе прикладных искусств, покинул её и закончил Европейскую высшую изобразительную школу в Ангулеме (1987). В 1986 году опубликовал свой первый комикс. Работал в рекламе (в том числе в Великобритании), снимал видеоклипы. В 2004 году открыл в Эдинбурге собственную анимационную мастерскую «Django Films». В 2005 году снял для фильма «Париж, я люблю тебя» эпизод «VII округ. Эйфелева башня».

## Произведения

### Комиксы
- Le Secret des libellules (1986)
- Бюг-Жаргаль/ Bug-Jargal (1986, по одноимённому роману Гюго).
- Le Pont dans la vase — Tome 1 : l’anguille (1993)
- Léon la came — Tome 1 (1995, премия Рене Госинни)
- Le Pont dans la vase — Tome 2 : Orlandus (1995)
- Léon la came — Tome 2 : Laid, pauvre et malade (1997)
- Le Pont dans la vase — Tome 3 : Malocchio (1998)
- Léon la came — Tome 3 : Priez pour nous (1998)
- Le Pont dans la vase — Tome 4 : Barthélemy (2003)

### Фильмы
- 1990: Ça va, ça va (видеоклип)
- 1992: Le Champion
- 1996: Старая дама и голуби/La Vieille Dame et les Pigeons (премия МФ анимационного кино в Анси, премия BAFTA, номинация на Оскар, номинация на премию Сезар)
- 2003: Трио из Бельвиля/Les Triplettes de Belleville (премия Сообщества нью-йоркских кинокритиков, Золотая звезда французского кино, премия Джини, премия братьев Люмьер, номинация на Оскар, номинация на премию BAFTA, номинация на премию Сезар, номинация на премию Независимый дух)
- 2006: Париж, я люблю тебя / Paris, je t’aime (эпизод VII округ. Эйфелева башня)
- 2010: Иллюзионист / L’Illusionniste, по незавершённому сценарию Жака Тати (Большая премия европейской киноакадемии)
- 2013: Мой Аттила Марсель[фр.] / Attila Marcel
- 2015: Carmen (видеоклип на песню Stromae)
- 2025: Великолепная жизнь Марселя Паньоля[1]

## Признание
Номинант и лауреат многочисленных национальных и международных премий за книги комиксов и анимационные фильмы.[уточнить]